# Tiểu vệ tinh (thiên văn học)

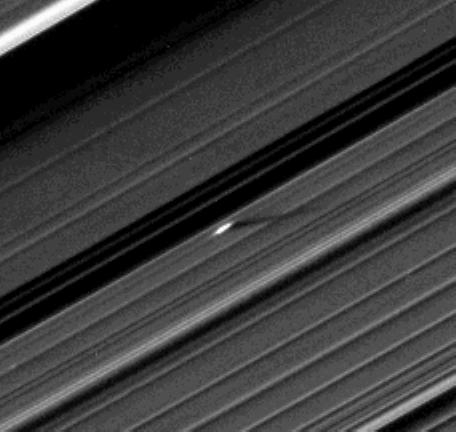
Tiểu vệ tinh Earhart 400 mét trong Vành đai A của Sao Thổ, ngay bên ngoài Encke Gap.

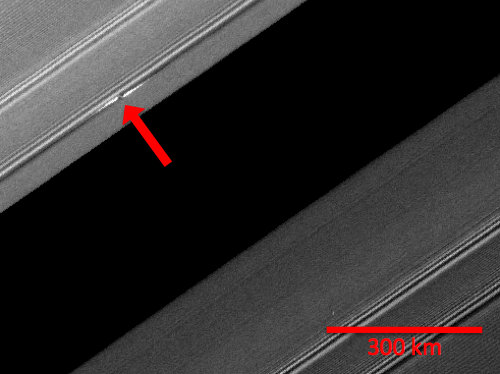
Một hình ảnh khác của Earhart

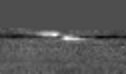
Một vi vệ tinh khác tên là Bleriot

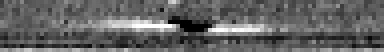
Một vi vệ tinh tên là Santos-Dumont

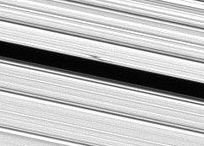
Một tiểu vệ tinh trong Vành đai A của sao Thổ.

Một tiểu vệ tinh, vi vệ tinh, tiểu vệ tinh tự nhiên, hoặc tiểu mặt trăng là một vệ tinh tự nhiên đặc biệt nhỏ quay quanh một hành tinh, hành tinh lùn, hoặc tiểu hành tinh khác.
Cho đến năm 1995, các tiểu vệ tinh chỉ là thành phần giả thuyết của cấu trúc vòng F của Sao Thổ, khi Trái đất đi qua mặt phẳng vòng của Sao Thổ. Kính thiên văn vũ trụ Hubble và Đài thiên văn Nam châu Âu đều bắt được các vật thể quay quanh hoặc gần vòng F. Vào năm 2004, khi Cassini bắt được một thiên thể có đường kính 4–5 km ở vòng ngoài của vòng F và sau đó 5 giờ sau đó vào vòng F bên trong, cho thấy vật đó có quỹ đạo.
Ba loại vệ tinh nhỏ khác nhau đã được gọi là tiểu vệ tinh:
- Một vành đai các vật thể được giữ bởi một vòng hành tinh, đặc biệt là xung quanh Sao Thổ, chẳng hạn như các vành đai trong A, S/2009 S 1 trong Vành đai B (tiểu vệ tinh "chong chóng"),[2][3] và những thiên thể trong Vòng F [4]
- Thỉnh thoảng là các vệ tinh của tiểu hành tinh, chẳng hạn như của 87 Sylvia [5]
- Vệ tinh của vệ tinh [6]